# Capolago (Mendrisio)
Capolago è un ex comune ticinese che dal 2009 è diventato quartiere costitutivo della Città di Mendrisio e il cui nome appare in stretto legame con la sua posizione sulle sponde meridionali del Ceresio.

## Geografia fisica
Il quartiere di Capolago è situato sulla sponda meridionale del Lago di Lugano alle pendici del Monte Generoso e si estende per 1,77 km².

## Storia
La prima menzione di "Codelago" si ha nell'anno 1296 negli Statuti di Como e più precisamente negli ordinamenti sulla pesca che stabiliscono quali comuni in tempo di quaresima sono tenuti a consegnare al mercato di Como una quantità stabilita di pescato. La sua importanza però comincerà qualche anno più tardi, nel 1365, con la costruzione di un castello per volontà dei Visconti. Quest'ultimo fu menzionato per la prima volta in un documento nel 1372, in cui si afferma che "i nobili e borghesi di Mendrisio vendono alla Città di Como sette case ch'essi possedevano a Capolago e che furono distrutte per la costruzione del castello", probabilmente per poterlo ampliare. Nel corso del XV secolo la fortezza, insieme a tutta la Contea di Lugano, passò sotto il dominio dei Rusca su assegnazione del duca Filippo Maria Visconti, e in seguito dei Sanseverino. La privazione dell'investitura fu all'origine di sanguinose lotte tra Guelfi, ossia coloro che sostenevano i Sanseverino, e Ghibellini, i seguaci dei Rusca, che si protrassero fino al 1484-1485, quando Lodovico il Moro non ancora duca ottenne la Contea.
Il castello seguì le vicende del Ducato di Milano fino all'arrivo dei Francesi nel 1501 e degli Svizzeri nel 1512, che decideranno in seguito di smantellarlo (1517).
Un centinaio di anni prima della fine della storia del castello, più precisamente nel 1416, Capolago, che da sempre rientrava nelle pertinenze di Mendrisio, se ne separò per essere assimilato alla pieve di Riva S.Vitale, mantenendo però un fortissimo legame spirituale con Mendrisio fino al 1587, quando la chiesa di Santa Maria Maddalena divenne parrocchia.
Capolago si colloca sulle sponde meridionali del Ceresio e vista la sua posizione ebbe un ruolo importante legato al traffico lacuale sia di merci che di persone, attività alla quale spesso i cittadini di Capolago si dedicarono. Nel Tardo Medioevo Capolago sostituì Riva San Vitale nel suo ruolo di porto di sbarco e imbarco, portando a un incremento dei visitatori e quindi alla creazione di trattorie con possibilità di alloggio, che permisero di aumentare i guadagni che derivavano dalla pesca, dell'agricoltura, dalla selvicoltura e dall'emigrazione.

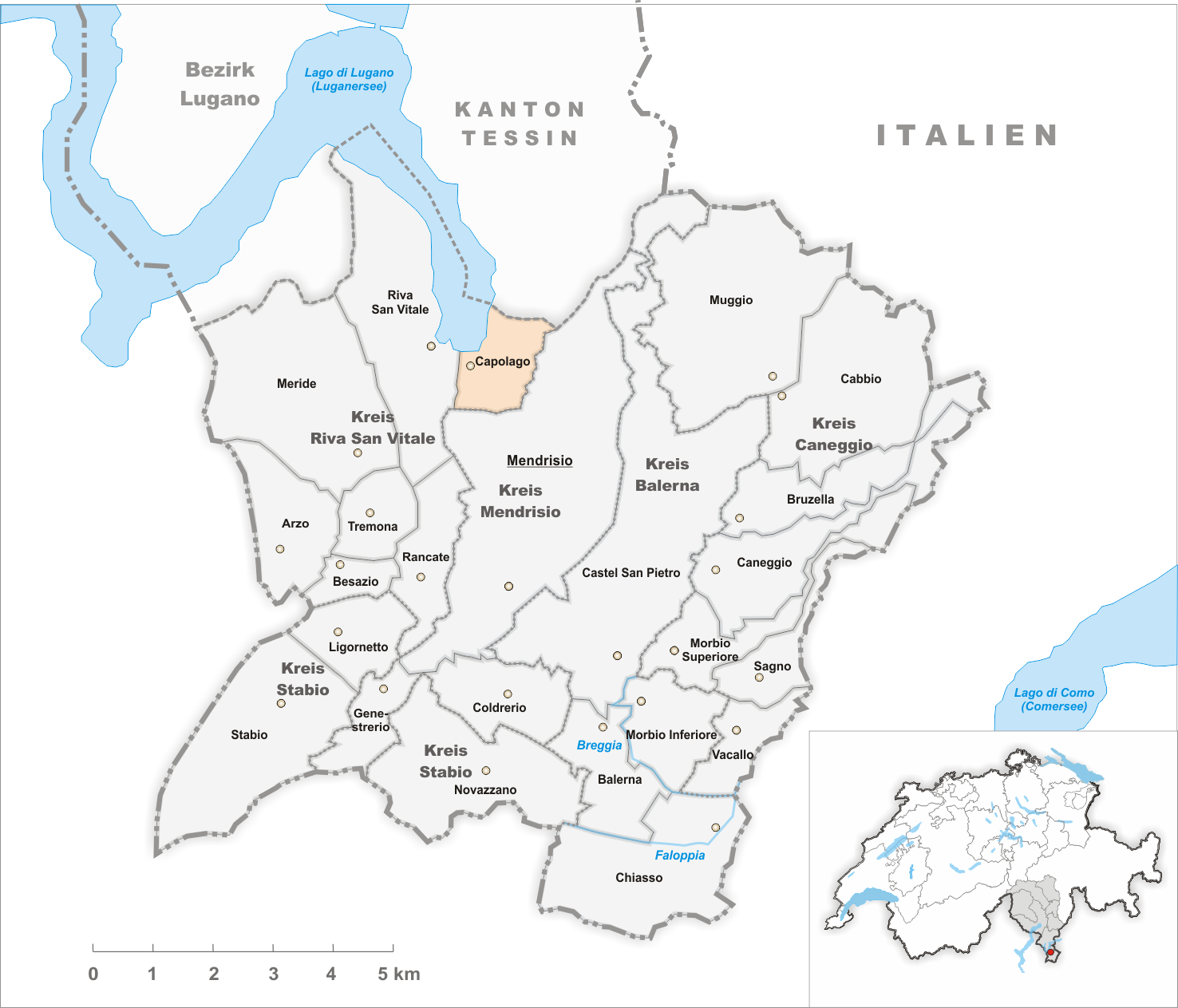
Il territorio del comune di Capolago prima degli accorpamenti comunali del 2009

Nel 2009 è stato ufficialmente accorpato a Mendrisio assieme agli altri Comuni soppressi di Arzo, Genestrerio, Rancate e Tremona.

### La Tipografia Elvetica (1830-1853)
Un altro punto chiave della storia di Capolago si colloca nel XIX secolo con la nascita e l'attività della Tipografia Elvetica. L'azienda fu fondata nel 1830 da Vincenzo Borsa di Melano, e sin da subito poté contare sulla preziosa collaborazione di personalità provenienti dall'Italia come Francesco Romagnoli, l'abate Tubi, e soprattutto Carlo Modesto Massa, che diventò azionista e nel 1837 ne assunse la gestione. La data che segnò l'orientamento politico della tipografia fu il 1844, quando si stamparono due opere importanti per l'azione risorgimentale italiana, ossia Le speranze d'Italia di Cesare Balbo e il Primato di Vincenzo Gioberti. Nel frattempo avevano fatto la loro comparsa sul territorio elvetico Alessandro Repetti, che pochi anni dopo, nel 1847, diventò proprietario unico della Tipografia Elvetica facendola diventare un punto di riferimento per il Risorgimento, e Luigi Dottesio, che si dedicò con molto impegno alla causa nazionale e al contrabbando di libri, opuscoli, e proclami dalla Svizzera alla Lombardia. Fu proprio quest'ultimo ad essere arrestato dagli Austriaci e condannato a morte (1851) forse proprio a causa del tradimento messo in atto dall'allora direttore della Tipografia Elvetica, ossia Gino Daelli. Questo evento diede un colpo fatale alla Tipografia: gli Austriaci, infatti, trovarono addosso a Dottesio taccuini che fornirono loro tutte le prove per dimostrare l'attività clandestina che si svolgeva a Capolago, e, dopo aver atteso l'occasione perfetta, accusarono il Canton Ticino di aver dato asilo e formato i protagonisti del moto mazziniano che ebbe luogo a Milano il 6 febbraio 1853, decretando quindi la cacciata dei Ticinesi dal Lombardo-Veneto e il blocco della frontiera. Le autorità svizzere, anch'esse oggetto di forti pressioni politiche, non si schierarono a difesa della Tipografia Elvetica e il 12 marzo 1853 Francesco Repetti, Gino Daelli e Carlo Cattaneo decisero di chiudere l'attività (12 marzo 1853).

### Ferrovia del Monte Generoso

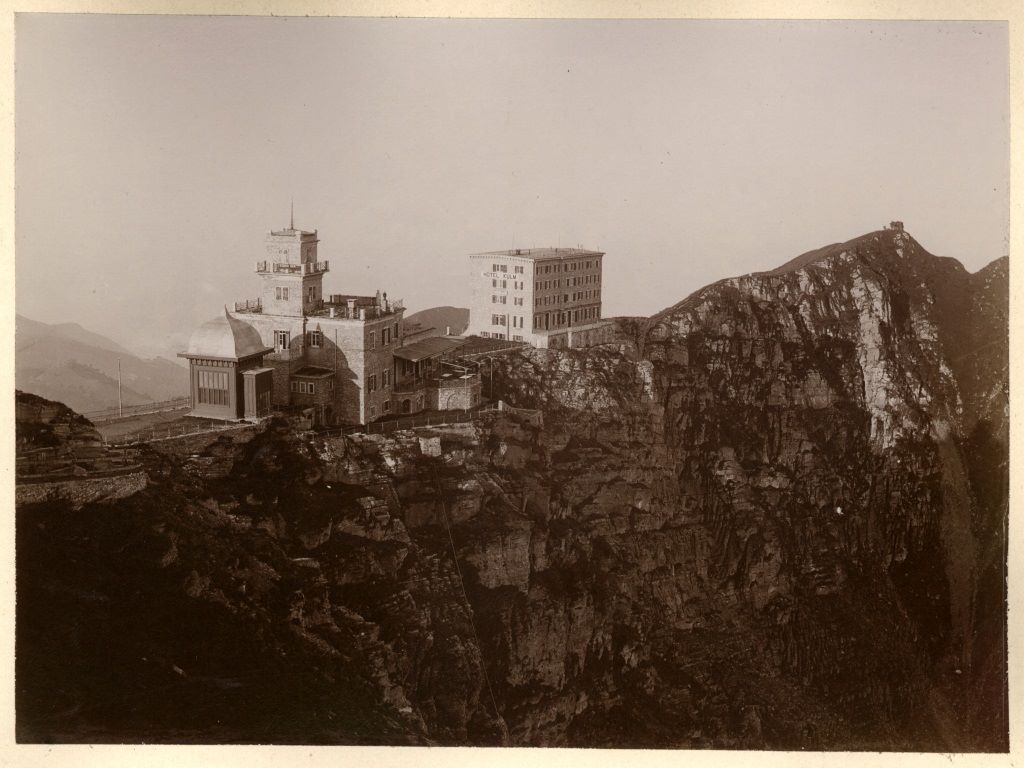
L'antica stazione in vetta con l'Hotel Kulm nell'anno 1900

Il quartiere di Capolago si situa alle pendici del Monte Generoso (1704 m s.l.m), meta di escursioni anche nel passato che spesso non potevano essere portate a termine in un unico giorno. Questo, unito al contesto che si era venuto a creare con l'apertura della galleria ferroviaria del Gottardo (1882), che consentiva il collegamento del Ticino con il resto della Svizzera e quindi la volontà di renderlo attrattivo per i turisti d'Oltralpe, portarono Carlo Pasta a costruire l'Albergo Bellavista, che andava ad affiancarsi ai grandi alberghi che nacquero proprio in questo periodo a Lugano e Locarno. La costruzione fece poi sorgere un'ulteriore proposta, volta a far sì che l'Albergo e la vetta non fossero raggiungibili unicamente a piedi: così, lo stesso dottor Carlo Pasta costituì una prima Società ferroviaria e si preparò un progetto che venne sottoposto alle autorità svizzere e poi accettato in data 2 luglio 1886. Quattro anni dopo, precisamente il 4 giugno 1890, si tenne l'inaugurazione della ferrovia a cremagliera, che venne per molti anni percorsa da un trenino a vapore.
Durante gli anni della guerra i turisti diminuirono e le difficoltà economiche aumentarono, tanto da portare il proprietario a pensare di smontare la ferrovia, azione che non venne eseguita grazie all'intervento di Gottlieb Duttweiler, fondatore della Migros, che la acquistò il 27 marzo 1941, permettendole così di proseguire la sua storia e di affrontare i cambiamenti determinati dal progresso: in particolare la sostituzione del carbone con il Diesel (dal 1952) e infine con la trazione elettrica (1982).

### Simboli
Lo stemma considera tre degli elementi fondamentali su cui si fonda la sua storia: il castello, la Tipografia Elvetica (1830-1853) e la presenza dei Maderni, famiglia di fondamentale importanza per il paese.

## Monumenti e luoghi d'interesse
- Chiesa parrocchiale di Santa Maria Maddalena, attestata dal XIV secolo[24]: la chiesa fu ampliata nel 1581 su disegno di Carlo Maderno, che insieme ai fratelli fece costruire una cappella dotandola anche degli arredi liturgici (nel 1624 vi fu una seconda dotazione grazie al testamento del celebre architetto)[25]. Divenne parrocchia nel 1587 e nel corso del XVII secolo subì dei lavori di ampliamento e trasformazione che la portarono ad assumere una forma tardobarocca[26]. Ulteriori lavori si ebbero nel 1968, quando fu restaurata[9]. Al suo interno conserva due affreschi del pittore Antonio Rinaldi di Tremona (La predicazione di Gesù a Maria Maddalena e La lavanda dei piedi) realizzati nel 1858[27].
- Oratorio annesso alla chiesa parrocchiale, eretto nel 1752
- Ex Tipografia Elvetica in piazza Duttweiler, stabile d'importanza storica costruito dalla famiglia Maderni nel 1670[senza fonte].
- Le cantine di Capolago: una delle zone più conosciute di Capolago è quella delle cantine che costeggiano la parete della montagna. La loro posizione ha permesso la costruzione di cunicoli che si addentrano nella montagna e che consentono di ottenere il clima ideale per conservare generi alimentari e vino[28]. Al fine di comprendere il modo in cui le correnti d'aria agiscono per creare le condizioni adatte alla conservazione si può far riferimento alle parole scritte da Luigi Lavizzari nel suo libro Escursioni nel Cantone Ticino:

“le correnti d’aria che entrano sotto le frane della roccia (si tratta quindi di spiragli) vengono con diligenza raccolte e avviate dentro le cantine perlopiù con tubi di terracotta. Nell’estate l’aria fuoriesce con intensità dai tubi e durante l’inverno rientra nei medesimi in direzione opposta; il fenomeno facilmente si rivela se si accosta un lume: la fiamma viene respinta d’estate e risucchiata d’inverno”.
Alcune di queste cantine nel corso del tempo hanno subito una trasformazione in grotti.

## Società

### Evoluzione demografica
L'evoluzione demografica è riportata nella seguente tabella:
Abitanti censiti

## Cultura

### Arte
Capolago ebbe tra i suoi cittadini importanti artisti, soprattutto legati alla famiglia Maderni. In particolare può vantare la nascita di Carlo Maderno (1556-1629), che da Capolago si spostò a Roma chiamato dallo zio Domenico Fontana (1543-1607) e qui cominciò la sua carriera come stuccatore e scultore, per poi diventare architetto papale. Il grande architetto viene ricordato soprattutto per aver disegnato la pianta definitiva della basilica di San Pietro in Vaticano e per averne realizzato la facciata. 
 Tra le sue altre opere, eseguite interamente da lui, si annoverano la chiesa di Santa Susanna e il palazzo Mattei.
Tra i Maderni il secondo in ordine di importanza artistica fu Stefano (1576-1639), scultore e artefice della famosa statua di Santa Cecilia presente nella basilica di Santa Cecilia in Trastevere.

## Infrastrutture e trasporti

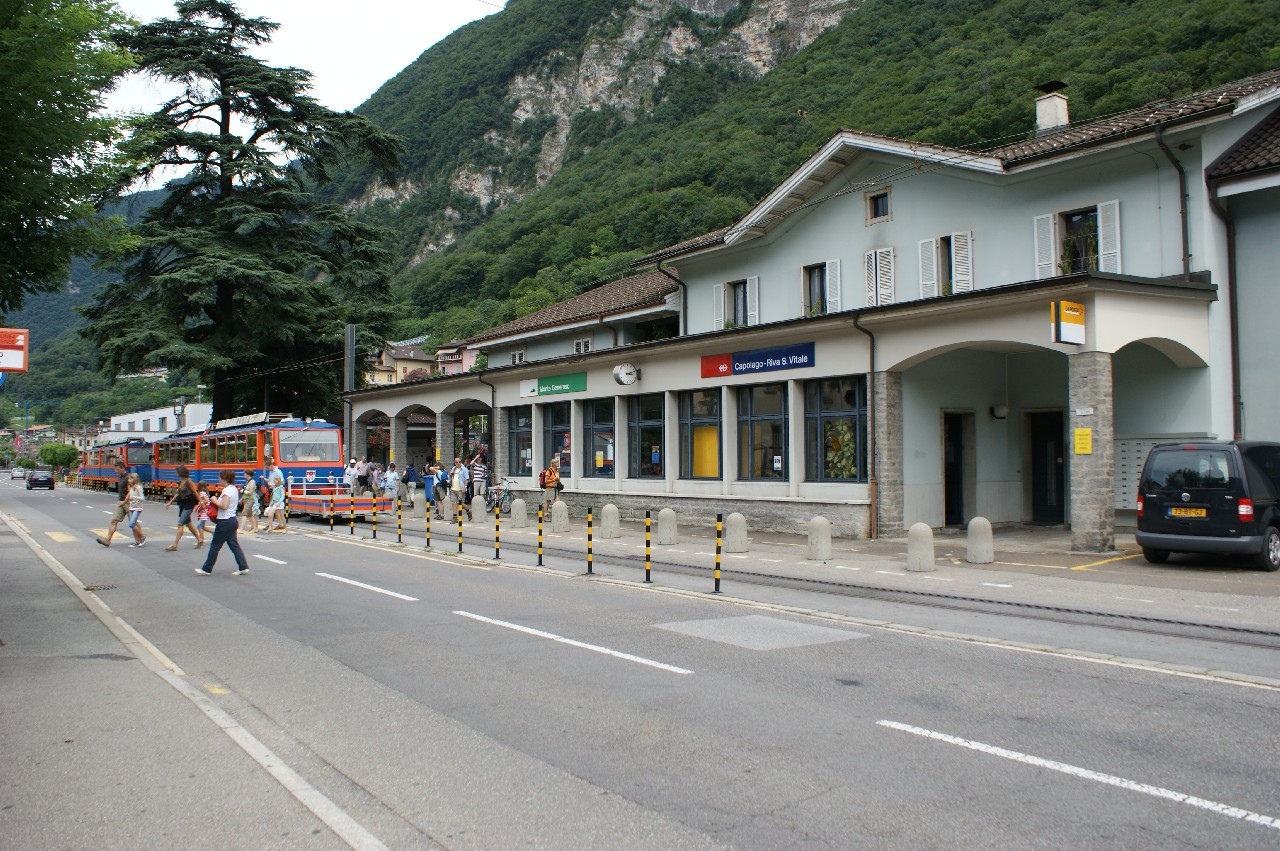
La stazione di Capolago-Riva San Vitale

Il quartiere è servito dalla stazione di Capolago-Riva San Vitale della ferrovia del Gottardo.
La ferrovia del Monte Generoso è una linea ferroviaria a cremagliera e scartamento ridotto svizzera che collega il quartiere di Capolago con la vetta del Monte Generoso, maggior cima del Sottoceneri. Unica ferrovia a cremagliera del Ticino, è servita da corse di linea nel periodo intercorrente tra il 1º aprile e il 31 ottobre.

## Amministrazione
Ogni famiglia originaria del luogo fa parte del cosiddetto comune patriziale e ha la responsabilità della manutenzione di ogni bene ricadente all'interno dei confini del quartiere.